# Route 625 (Nouveau-Brunswick)
Pour les articles homonymes, voir Route 625.
La route 625 est une route locale du Nouveau-Brunswick située dans le centre-ouest de la province, au nord de Fredericton. Elle est plus ou moins parallèle à la route 8 entre Cross Creek et Bolestown. De plus, elle traverse une région plutôt boisée, mesure 30 kilomètres et n'est pas pavée sur toute sa longueur, alors qu'une section de la route est une route de gravier au milieu du tracé de la 625.

## Tracé
La 625 débute sur la route 107, à Cross Creek, petite municipalité au nord-est de Stanley. Elle commence par se diriger vers le nord-nord-est en traversant Green Hill et Mavis Mills. Elle n'est pas pavée de ses kilomètres 5 à 17.
Elle redevient ensuite pavée, puis elle traverse Parker Ridge puis Taxis River, tout en suivant la rivière Miramichi sud-ouest. Elle se termine sur la route 8, à Bolestown. 

## Intersections principales
| route 625               |              |     |                                                          |                              |
| Comté                   | Location     | km  | Intersection/Destinations                                | Notes                        |
| Comté d'York            | Cross Creek  | 0   | R-107, Stanley, Bristol                                  | extrémité sud de la 625      |
| Comté d'York            | Green Hill   | 5   | Chemin Maple Grove nord, Maple Grove,Maple Grove Station | Début de la route de gravier |
| Comté d'York            | Marvis Mills | ~17 | Fin de la route de gravier                               |                              |
| Comté de Northumberland | Bolestown    | 30  | R-8, Fredericton, Miramichi                              | extrémité nord de la 625     |
| Gris: route de gravier  |              |     |                                                          |                              |